# Xylopia humbertii
Xylopia humbertii este o specie de plante angiosperme din genul Xylopia, familia Annonaceae, descrisă de Jean H.P.A. Ghesquière, Alberto Judice Leote Cavaco și Monique Keraudren. Conform Catalogue of Life specia Xylopia humbertii nu are subspecii cunoscute.